# Wągieł
Wągieł – przysiółek wsi Nowa Wioska w Polsce, położony w województwie lubuskim, w powiecie świebodzińskim, w gminie Lubrza. Na północ od przysiółka znajduje się niewielkie jeziorko Wągieł.
W latach 1975–1998 przysiółek administracyjnie należał do województwa zielonogórskiego.